# Rétablissement de l'esclavage par Napoléon Bonaparte

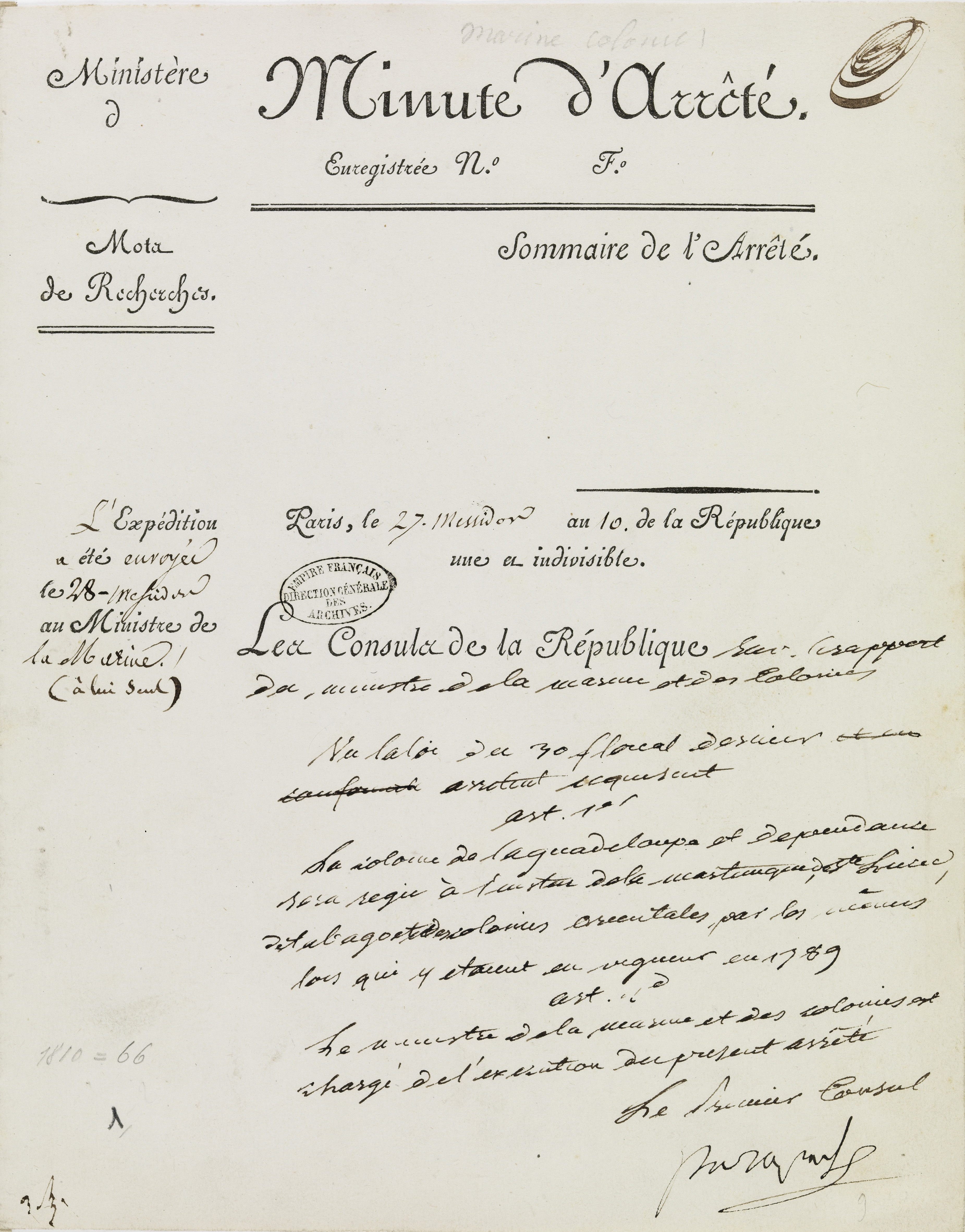
Arrêté du 16 juillet 1802, signé par Napoléon, rétablissant l'esclavage en Guadeloupe.

Le rétablissement de l'esclavage par Napoléon Bonaparte fait référence à un ensemble de textes et d'événements militaires survenus entre 1802 et 1804, restaurant l'esclavage et de la traite négrière dans les premières années de pouvoir de Napoléon Bonaparte, et revenant ainsi à abroger le décret du 4 février 1794 qui avait aboli l'esclavage dans toutes les colonies sous la Révolution française.
Parmi les textes notables signés par Napoléon : la loi du 20 mai 1802 qui maintient l’esclavage dans les colonies sous domination anglaise restituées à la France, et où l’abolition de 1794 n’avait pas été appliquée, à la suite du refus des propriétaires d’esclaves et via une alliance de ceux-ci avec l'Angleterre (Martinique, Tobago et Sainte-Lucie), mais aussi les arrêtés consulaires du 16 juillet 1802 et du 7 décembre 1802 qui rétablissent l’esclavage respectivement en Guadeloupe et Guyane (jusqu'alors les deux des trois territoires où l'abolition était effective). À la Réunion et Maurice, Napoléon avait déjà donné des assurances aux planteurs dès mars 1801, lors de son « virage idéologique » motivé également par des considérations stratégiques.
Dès son coup d'État de la fin 1799, Napoléon est influencé par le milieu colonial entourant son épouse Joséphine, créole issue d'une famille de planteurs esclavagistes, mais surtout par ses conseillers souvent issus des équipes du maréchal de Castries, ex-secrétaire d'État à la Marine. Hésitant pendant deux ans, comme ses conseillers, face aux risques politiques et militaires, Napoléon décrète peu à peu l'esclavage dans toutes les colonies, y compris les trois récupérées après quelques années d'interlude anglais. En Guadeloupe et à Saint-Domingue, ce rétablissement s'effectue par la force, via trois expéditions, dont deux à Saint-Domingue, mobilisant les deux tiers de la flotte française et plusieurs dizaines de milliers de militaires. La résistance armée des ex-esclaves est ainsi vaincue à la Guadeloupe après plusieurs milliers de morts, mais victorieuse à Saint-Domingue, où vivaient près de la moitié des esclaves français, et qui devient en 1804 Haïti, deuxième ex-colonie indépendante, après les États-Unis. La France fut le seul pays au monde à rétablir l’esclavage dans toutes ses colonies, huit ans après avoir voté son abolition, également dans toutes ses colonies.
Cette politique esclavagiste de Napoléon est l'objet de débat quant à ses véritables motivations idéologiques. Assumée pour Yves Benot en 1992, résultats d'hésitations et de calculs opportunistes pour d'autres au XXIe siècle.
Ce rétablissement de l'esclave s'accompagne de la mise en place d'une politique de ségrégation et de discrimination à l'égard des gens de couleurs libres plus dure que sous l'Ancien régime. Dans les colonies, ce retour au système d'avant 1789 abolit le décret du 4 avril 1792 donnant la citoyenneté aux esclaves affranchis. En métropole, l'arrêté consulaire du 2 juillet 1802 (13 messidor an X) renouvelle l’interdiction du territoire français prononcée en 1763 et en 1777 à leur encontre (ainsi qu'aux esclaves). Le Code civil est également modifié pour institutionnaliser la hiérarchie raciale, séparant trois classes : celle des Blancs, celle des gens de couleurs libres d'avant 1789, et celle des esclaves. Enfin, les mariages mixtes sont interdits, répondant ainsi à une demande ancienne du lobby colonial que l’Ancien régime leur avait jusqu'ici refusé.
Pendant les Cent-Jours, sous la pression des Britanniques et du Congrès de Vienne, Napoléon interdit officiellement la traite des Noirs (mais pas l'esclavage), par le décret du 29 mars 1815. Toutefois, cette abolition du trafic d'esclaves n'est pas appliquée car il est battu deux mois et demi après à la bataille de Waterloo, puis abdique, avant son exil à Sainte-Hélène, où il attribue ses décisions de 1802 aux pressions du lobby colonial. Après lui, Louis XVIII, Charles X, et Louis-Philippe, confirmeront officiellement l'interdiction de la traite, qui perdurera néanmoins de façon clandestine. L'esclavage proprement dit, ne sera aboli définitivement dans les colonies françaises que par le décret du 27 avril 1848, adopté par le Gouvernement provisoire de la Deuxième République sous l'impulsion du député Victor Schœlcher.

## Maintien ou rétablissement, deux formulations
Si l'esclavage est bien « rétabli » dans certaines colonies où l'abolition de 1794 avait été effective (Guadeloupe, Guyane), dans d'autres (Martinique, La Réunion), on parle de « maintien », du fait que l'abolition ne s'y est pas appliquée, en raison de l'occupation militaire britannique ou de la résistance des colons. Ce terme est contesté par les historiens.
Plusieurs universitaires, comme Abel Louis et Frédéric Régent, tous deux docteurs en histoire, ont étudié cette nuance de vocabulaire. La notion de « maintien » de l'esclavage là où il était encore appliqué est « contestable d'un point de vue strictement juridique, car elle confond légalité et effectivité », estime Frédéric Régent : le décret de février 1794 « était bien applicable en principe à toutes les colonies françaises, même si son exécution a été retardée. Par conséquent, la loi du 20 mai 1802 opère bien un rétablissement de principe de l'esclavage dans les territoires concernés », même s'il avait subsisté dans les pratiques. Pour Abel Louis, « si la loi du 20 mai 1802 joue sur l'emploi des mots, il y a bien en fin de compte rétablissement de l'esclavage ».
Les historiens Pierre Branda et Thierry Lentz, membres de la Fondation Napoléon, parlent « d'avancée progressive vers le rétablissement de l'esclavage » auquel Napoléon « ne fut pas étranger », notamment à l'occasion de la « violation de la loi sur le "maintien" par ses propres représentants ».
Dans les légendes accompagnant les photos d'une exposition de France Télévisions consacrée au sujet, le terme de « maintien officiel » est préféré dans le cas précis du décret-loi du 20 mai 1802. Mais selon Dominique Taffin, conservatrice général du patrimoine et directrice de la Fondation pour la mémoire de l'esclavage, qui a organisé l'exposition, « il s'agit de reconnaitre une histoire et d'intégrer cette histoire, le rétablissement de l'esclavage ».

## Le contexte

### La percée de l'abolitionnisme des années 1780
L'esclavage prenant de l'ampleur au XVIIIe siècle via une traite négrière intensifiée à travers l'Atlantique, un mouvement international réclame son abolition dès les années 1780, menée par la Société des amis des Noirs et les quakers, forts d'un siècle d’abolitionnisme anglo-saxon. Une première pétition est présentée au Parlement anglais en 1783,. James Ramsay, revenu des Antilles, publie en 1784 une enquête de trois ans, soutenue par le Charles Middleton, chef suprême de la Royal Navy, qui écrit à William Wilberforce pour qu'il plaide l’abolition aux autres députés,. Thomas Clarkson publie une autre enquête en 1786. Des pétitions massives pour l'abolition, au nombre de 519, totalisent 390000 signatures en 1792,, selon les calculs de l'historien, Seymour Drescher, part importante d'une population anglaise encore rurale, de 8 millions d'habitants.
La Société anglaise pour l'abolition obtient une enquête de la Couronne britannique dès 1788, année qui voit aussi l’œuvre de l'ex-esclave Cugoano traduite en français tandis qu'un autre ex-esclave, Olaudah Equiano, épouse une Anglaise.

### Le contexte politique et juridique des années 1790
Une campagne « anti-saccharistes » réclame le boycott du sucre en 1791, année au cours de laquelle explose la Révolution haïtienne, qui terrorise les planteurs de sucre, réunis au Club de l'hôtel de Massiac. La production du sucre s'effondre et malgré « l'augmentation fulgurante » de son prix, la Révolution française abolit quand même l'esclavage au niveau national par le Décret d'abolition de l'esclavage du 4 février 1794 (16 pluviôse an II), après avoir été précédemment aboli localement sur l’île de Saint-Domingue par le décret du 29 août 1793. Le parlement reçoit par la poste 653 déclarations de félicitations, la plupart émanant de communes et sociétés populaires, et tous les départements sauf 3 (Corrèze, Alpes-Maritimes et Léman).
Le Danemark suit en 1794, le boom sucrier jamaïcain et celui de la Louisiane compensant, à la fin des années 1790, les pertes de production à Saint-Domingue.
Malgré le Traité de Whitehall entre les Anglais et les colons français, par lequel les Anglais s’engagent à maintenir l’esclavage en échange du contrôle des îles françaises (Saint-Domingue, Martinique et Guadeloupe), la Guadeloupe reste sous le contrôle de la France et à Saint-Domingue, Toussaint Louverture obtient pour les esclaves libérés l'armistice de 1798 puis un accord commercial anglo-américain en 1799. Les esclavagistes français fuient, formant la diaspora de Saint-Domingue : Louisiane, Jamaïque et les 7000 exilés à Cuba, qui lancent la quasi-guerre et la piraterie esclavagiste de la Caraïbe.
En France, le coup d'État du 18 Brumaire installe au pouvoir Napoléon Ier et le nouvel homme fort à Paris a dans son entourage plusieurs personnalités issues du lobby colonial. Le 25 mars 1802, il signe la paix d'Amiens avec les Anglais, qui permet de récupérer la Martinique, sous contrôle anglais depuis 1795, Napoléon Ier souhaitant « renouer avec la prospérité des îles à sucre », deux ans après avoir obtenu la première étape du feuilleton de la cession par l'Espagne de la Louisiane à la France.

### Le contexte économique des années 1790
Les colonies anglaises et américaines ont été affaiblies par la Guerre d'indépendance des États-Unis, qui a vu les exportations par habitant des premières chuter de moitié au cours de la décennie des années 1790. Les près de 100 000 esclaves libérés par les Anglais entre 1775 et 1784 lors de la Guerre d'indépendance des États-Unis, dont une grande partie se sont enfuis ou ont péri de la variole, ont modifié la donne de l'esclavage au Nouveau-Monde, où Saint-Domingue est en position de force.
Avant 1789, Saint-Domingue produisait de 40% à 50% environ de chacun des deux grands marchés émergents, sucre et coton, et presque autant pour le sucre, en employant plus de la moitié des esclaves français, avec une majorité de clients étrangers. Le Principe de l'Exclusif, ou monopole commercial de la Métropole a « toujours été au cœur des critiques des colons », qui pensaient l'abolir en 1789, mais massivement détourné depuis le milieu du XVIIIe siècle,.
Lorsqu'il prend le pouvoir en 1799, Bonaparte envisage un retour à ce Principe de l'Exclusif, qui était en fait « déjà devenu caduc dans les dernières décennies de l'Ancien Régime », quand les secrétaires d'État à la Marine, Castries puis La Luzerne, ont essayé de le faire mieux respecter. Pour Napoléon en 1801, il pourrait sauver commercialement Saint-Domingue car en une décennie seulement sa domination commerciale a été renversée par d'autres pays. Cependant, dans une lettre privée à Talleyrand, Bonaparte écrit que le but de l'expédition de Saint-Domingue ne sera pas «le commerce et les finances» mais «d’anéantir à Saint-Domingue le gouvernement des noirs».

#### Sucre, café, coton, le géant Saint Domingue se joue du principe de l'exclusif
La colonie française de Saint Domingue, qui se joue du Principe de l'Exclusif réservant normalement la production des colonies à la Métropole, est à la fin du XVIIIe siècle le géant mondial sur les trois grands marchés de denrées coloniales: sucre, café, coton, en exploitant près d'un demi-million d'esclaves. La colonie produit ainsi 40% du sucre et 60% du café mondial.
Les cultures "secondaires" d'exportation (coton et cacao d'abord, puis café), apparues dans les statistiques de Saint-Domingue en 1730, ont décollé vers le milieu du siècle. Après la Guerre de Sept Ans, perdue par la France, Louis XV avait choisi de conserver les Antilles et d'abandonner aux Anglais le Canada, voisin d'une Nouvelle-Angleterre en plein boom démographique. Pour affaiblir ses opposants jacobites des Antilles, Londres les avait astreint à lourde fiscalité sur le sucre, donnant de fait aux concurrents des îles françaises un avantage compétitif. Les trois quarts du sucre des Antilles françaises sont ainsi réexportés vers le reste de l'Europe, souvent en contrebande sur des navires anglais, tandis que la mélasse de canne à sucre est vendue souvent en contrebande aussi aux distilleries de la Nouvelle-Angleterre.
Cette position de géant colonial, acquise par Saint-Domingue dans les années 1770 et 1780 se reflète aussi dans les statistiques des traites négrières. De 1783 à 1792, un « âge d'or de la traite négrière à Bordeaux », a vu la ville organiser plus de la moitié des opérations de traites de toute l'histoire du port. La part du commerce d'esclaves dans l'armement colonial de Bordeaux triple pour atteindre 12 % dès 1783 puis continue à monter en bénéficiant de l'expansion foncière à Saint-Domingue, au point que la part de cette destination représentera au total 70% de tous les voyages organisés par des armateurs négriers bordelais au cours de leur histoire.
Les navires bordelais ne se concentrent sur la côte orientale de l'Afrique (Mozambique, Zanzibar) qu'à partir de 1787. Ils bénéficient surtout, dix ans plus tôt, des incitations financières au « troque » lointain en Angola, instituées par le Roi dès 1777, d'où le grand nombre d'esclaves arrivant à Saint-Domingue en provenance du Fleuve Congo et de l'Angola , zones anciennes de traite négrière de l'Empire portugais, alors en déclin à la fin du XVIIIe siècle. De nouvelles compagnies d'armement se forment dans les années 1780 à Bordeaux et trois-quarts des blancs qui partent de ce port pour l'outre-mer vont à Saint-Domingue.
Le poids de Saint-Domingue dans l'économie mondiale en 1789 se reflète aussi dans l'indemnité de 150 millions de francs-or réclamée en 1825, pour les planteurs de Saint-Domingue, sous la menace d’invasion par la France, sera réduite de 40% en 1838 à 90 millions de francs-or, montant qui dépasse, compte tenu de la dépréciation monétaire, celui de l'indemnité payée pour l'abolition définitive de l'esclavage en 1848, dans toutes les autres colonies. Il témoigne du poids économique de Saint-Domingue avant que l'esclavage y disparaisse définitivement en 1791-1793.

#### De nouveaux producteurs ont pris la place de Saint-Domingue

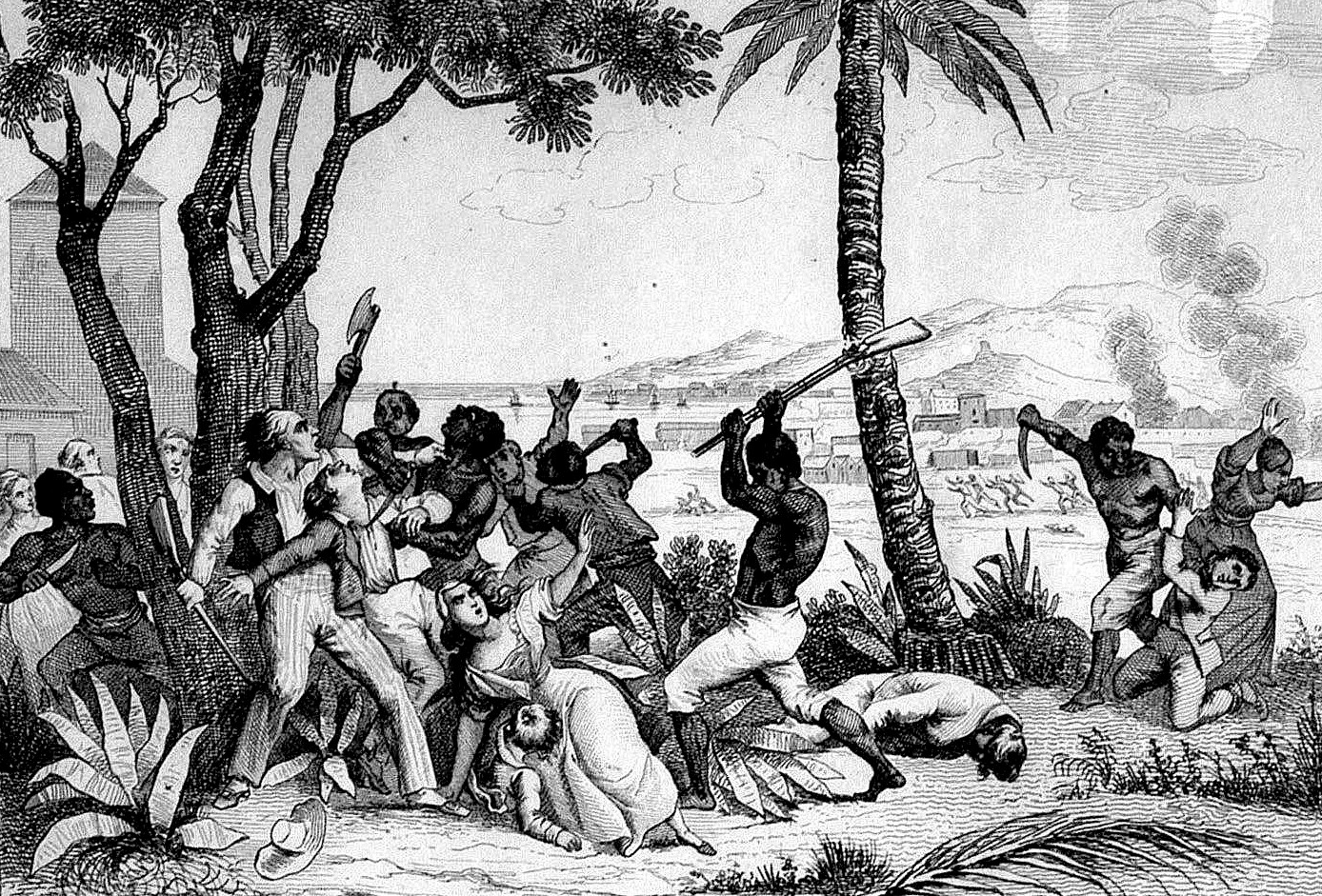
Esclaves se révoltant contre leurs maîtres à Saint-Domingue en 1791.

La Révolution haïtienne fut en 1791 un séisme pour les marchés mondiaux du café, du sucre et du coton, qui doivent immédiatement se tourner vers d'autres pays producteurs. Ceux-ci ont profité du bond du prix de ces denrées au début des années 1790 pour prendre sa place: 
- dopée dès 1791 par la chute de Saint-Domingue, la Jamaïque voit sa production de canne à sucre doubler en treize ans après 1792 et atteindre un pic 110 000 tonnes en 1805[37], supérieur à celui atteint Saint-Domingue, juste avant le début de la Révolution haïtienne. À partir de 1798, quand les Anglais signent l'armistice du 30 mars 1798 avec Toussaint Louverture, la plupart des grands planteurs de Saint-Domingue quittent l'île pour s'installer définitivement dans la Jamaïque. Plus de 2000 d'entre eux le font au cours du seul été 1798, doublant le nombre des réfugiés français de Saint-Domingue en Jamaïque. Les débouchés commerciaux de leur production bénéficient des négociations de paix franco-anglaises lancées au printemps 1801 avec des préliminaires signés le 1er octobre 1801;
- la production de café de la Jamaïque est encore plus stimulée, passant d'un million de livres en 1789 à 22 millions en 1804. A Cuba, qui en produit dix fois moins que Saint-Domingue[38], d'autres propriétaires blancs fuyant Saint-Domingue, partis souvent un peu plus tard, font fortune en investissant à partir de 1800, dans une Révolution du café à Cuba. L'arrivée de "nègres libres d'Haïti" en 1798, fait menacer de lynchage Vicente Perroussel, consul de France à Santiago de Cuba. En 1800, Prudencio Casamayor, l’un des réfugiés français de Saint-Domingue à Cuba y fonde la plus grande maison de négoce de café. Les capitaux gagnés par ces planteurs exilés, dans la guerre de course contre Toussaint Louverture, sont réinvestis dans le café vers 1800.. Le Venezuela devient un autre grand producteur de café en investissant au même moment que la Jamaïque. La caféiculture était jusque-là concédée aux esclaves par leurs propriétaires dans l'État de Táchira, mais à partir de 1793[39] ceux-ci investissent dans une caféiculture devenue beaucoup plus rémunératrice, la préférant au cacao, dont ils détenaient un quasi-monopole mondial au siècle précédent mais plus que la moitié au début du XIXe siècle[40],[41];
- le bouleversement a été encore plus rapide sur le marché du coton. Aux États-Unis, le Natchez District et la Géorgie profitent de l'invention en 1793 en Géorgie du cotton gin, par l'Américain Eli Whitney, une machine égreneuse servant à séparer la graine du coton de sa fibre, qui permet de décupler la vitesse de traitement des récoltes et provoque une course aux surfaces cultivées. Le Brésil a aussi profité de la Révolution haïtienne pour doper rapidement sa production de coton.

## Les influences à l'œuvre
L'hypothèse d'une intervention de Joséphine de Beauharnais en faveur du rétablissement l’esclavage est parfois évoquée car ses parents possédaient à la Martinique une plantation de canne à sucre de 150 esclaves. Elle s'installa à Paris quand son premier mari fut chargé de représenter la noblesse de l'île de Saint-Domingue aux états généraux de 1789. Ils défendent la monarchie, puis se rapprochent de personnalités révolutionnaires après le procès de Louis XVI en 1792, sans parvenir à échapper à la mort pour son mari. L'un de leurs fils est adopté par Napoléon qui en fait dès 1796 son aide de camp. Il fait de l'autre, remarié en 1800 avec la fille de l’armateur nantais Fortin, enrichi à Saint-Domingue, un sénateur. De son côté Toussaint Louverture, soucieux de ménager l'épouse de Napoléon, demanda que sa grande plantation de Léogane, à Saint-Domingue, héritée de son mari, soit cultivée en son absence.
L'hypothèse d'une interférence de Joséphine de Beauharnais dans le rétablissement de l'esclavage est réfutée par des historiens qui soulignant que d'autres personnes ont pu peser, notamment celles nommées par Bonaparte aux plus hautes fonctions, dès son coup d'État de la fin 1799. Il existait à l'époque, bien au delà de son épouse, un fort courant politique en faveur de l'esclavage autour de Bonaparte. Selon Jean-Joël Brégeon, « tout un parti créole », dont faisait partie Joséphine, réclamait le retour des esclavages dans les plantations,. Ce point est confirmé par l'historien Jean-François Niort, qui souligne l'influence d'un « lobby esclavagiste » dans la décision de rétablir l'esclavage. « Manipulé par le lobby esclavagiste, Bonaparte pense que la Guadeloupe est à feu et à sang – ce qui est faux – et que le rétablissement de l’ordre passe par le rétablissement de l’esclavage » explique l'historien.
Dans ses mémoires de Sainte-Hélène, Napoléon explique lui-même qu'il ne décida finalement l'expédition de Saint-Domingue qu'en réponse aux « criailleries » des planteurs et des spéculateurs exilés à Paris. Mais l'analyse des très nombreux écrits de ces derniers entre 1800 et 1802, effectuée par l'universitaire Philippe Gorard, a révélé un tableau plus nuancé: certains craignaient même qu’un rétablissement de l’esclavage déclenche une guerre sanglante qui dévaste Saint-Domingue et préféraient ne pas toucher à la loi du 4 février 1794.
Les milieux coloniaux sont alors très investis dans le Club de Clichy, formé au bas de la rue de Clichy au lendemain de la chute de Robespierre, animé par Vincent-Marie Viénot de Vaublanc. Parmi ses figures, Charles Gravier de Vergennes allié à la fille du planteur guadeloupéen Jean Baptiste Pinel de La Palun et Charles-Malo de Lameth, qui a épousé Marie Picot, riche propriétaire de sucreries à Saint-Domingue.
Parmi eux également, Pierre-Alexandre-Laurent Forfait, qu'après le 18 brumaire, Napoléon Bonaparte nomme ministre de la marine et qui ensuite prépare au Conseil d'État la flotte destinée à une invasion de l'Angleterre après en avoir démissionné en 1801 pour être remplacé par Denis Decrès, ancien de la guerre d’Amérique. Guillemin de Vaivre, ex-intendant de Saint-Domingue puis directeur de l’administration générale des colonies à Paris entre 1790 et 1792, avant d'être écarté par la Révolution, retrouve son siège de 1800, Bonaparte le nommant « pour rétablir l'esclavage ». Son successeur François Barbé-Marbois est promu en 1801 ministre du trésor, chargé de négocier le traité de cession de la Louisiane aux États-Unis, qui ne lui suffira pas à éviter la crise financière de 1805, en raison de laquelle il sera révoqué le 27 janvier 1806, son cas étant aggravé par une faute de gestion avec les Négociants réunis où est également impliqué Gabriel-Julien Ouvrard, mais Bonaparte le nomme cependant en 1807 premier président de la Cour des comptes.

## Diversité des réactions, censure et opinion publique hostile
L'analyse par l'historien Jean-Claude Halpern de deux séries d’almanachs de la littérature de colportage, parus entre 1775 et en 1816 a montré la difficulté de connaître précisément l'opinion publique de l'époque. En 1803, l'un d'eux, Le Messager boiteux cite le rejet violent du pouvoir noir par le général Leclerc, chef de l'expédition de Saint-Domingue, selon lui découlant de l'influence désastreuse des idées de la Révolution. Par la suite, Le Messager boiteux ne parle pas de l'échec de cette expédition de Saint-Domingue, probablement en raison de la censure napoléonienne.
L'adhésion de l'opinion au décret d'abolition du 29 août 1793 avait lui été salué par 653 déclarations de félicitations au Parlement, reçues par la poste et archivées, la plupart émanant de communes et sociétés populaires, et tous les départements sauf trois (Corrèze, Alpes-Maritimes et Léman).
L'opposition de l'opinion publique au rétablissement de l'esclavage par Napoléon est aussi établie selon l'historien Philippe Girard dans les rapports de police remis par le ministre de l'Intérieur Joseph Fouché à Napoléon, fait d'autant plus notable qu'en 1802, Napoléon est au sommet de sa popularité, après la Paix d'Amiens et ses victoires en Italie. La même source avait au contraire synthétisé les signes d’une véritable satisfaction. deux ans et demi plus tôt lors du coup d'État du 18 Brumaire de Napoléon.
Parmi les membres du corps législatif, 54 ont voté le rétablissement de l'esclavage, 27 s'y opposant, mais deux mois avant Bonaparte avait écarté de cette assemblée, qui n'est plus élue mais désignée, 20 membres susceptibles de s'y opposer. Selon les historiens, il est alors difficile d'avoir une image plus complète de l'opinion majoritaire car il n'y a plus d'élections mais aussi plus de journaux libres. Plusieurs arrêtés de 1802 rétablissant l'esclavage ne sont par ailleurs pas publiés au journal officiel, compte tenu de l'opposition qu'ils risquent de susciter, ce qui fait que la population métropolitaine n'est pas au courant. L'arrêté du 16 juillet 1802, par exemple, n'a « pas été publié au Journal officiel ». La France comptait 70 journaux en novembre 1799 quand Napoléon Bonaparte prend le pouvoir, deux mois plus tard seulement il n'y a plus que 19, puis seulement 4, qui tous font sa propagande. Cependant, ces rapports de police sont très nombreux et précis, relatant ce qui se dit dans les cafés,.
Ces rapports de police soulignent aussi l'opposition populaire à l’expédition de Saint-Domingue, à laquelle Joseph Fouché fut l'un des rares à s'opposer au sein du Conseil d'État, alors entièrement nommé par Napoléon. Ministre de l'Intérieur, Fouché était partisan de laisser certains abolitionnistes s'opposant à Napoléon s'exprimer, estimant par exemple qu'il faut « laisser l'abbé Grégoire tranquille, personne ne le lira ».
L'abbé Grégoire avait fondé sous la Révolution l'Institut de France, auquel il présente son deuxième ouvrage personnel sur les questions coloniales, six ans après celui de 1794. Par ce livre de mai 1800, l'abbé Grégoire dénonce une « calomnie » de Pierre-Victor Malouët, nommé en 1799 au Conseil d'État et qui venait, de réutiliser l'argument qu'il avait utilisé dès 1788 en écrivant que Bartolomé de las Casas, célèbre évêque du Chiapas au XVIe siècle, « par pitié, pour les Indiens, imagina la traite des Nègres », rendant, selon Malouet, « moins odieux ceux qui, n’ayant pas créé volontairement ce triste expédient, sont soumis à la nécessité de l’employer aujourd’hui ». L'abbé Grégoire veut ainsi rappeler que l'abolitionnisme est défendu de très longue date au sein de l'Église catholique, par ailleurs malmenée par les révolutionnaires français dans les années 1790. Pour l'historien Yves Benot, ce livre est « articulé au reste des oppositions humanistes » à ce qu'il qualifie de « racisme napoléonien ». En 1808, alors que Napoléon Ier, désormais empereur, hésite à suivre l'Angleterre dans l'abolition de la traite, l'abbé Grégoire publiera De la littérature des nègres, véritable « manifeste contre le rétablissement de l'esclavage et de la traite négrière », qui reçut un accueil discret en France mais connut un large succès à l’étranger grâce aux traductions, prélude à son appel du congrès de Vienne de 1815, visant à généraliser à tous les pays la répression de la Traite.
L'homme politique, philosophe et historien, belge Hervé Hasquin s'est exprimé au moment du bicentenaire de la mort de Napoléon, en réponse au quotidien L'Écho, sur la part à donner au rétablissement de l'esclavage dans cette commémoration, qui serait « chez certains un véritable point de fixation ». Selon lui, tout cela doit être replacé dans le contexte: « Napoléon n'a fait que se rallier à l'opinion dominante et au lobby des planteurs dans les colonies. Les villes de Nantes et de Bordeaux ont participé à la traite négrière et au commerce triangulaire au XVIIIe siècle, de même qu'un certain nombre de capitalistes belges de l'époque. ».
Concernant l'année 1794, l'historien Jean-Claude Halpern émet ainsi l'hypothèse que « l'image réductrice et méprisante de l'Afrique » alors donnée par l'almanach, Les Étrennes, jusque-là plus mesuré, « reflète sans doute le retournement d’une partie de l’opinion au fur et à mesure des nouvelles qui paraissent à propos de la révolte de Saint-Domingue », après un délai 2 à 4 mois dû à la distance, en particulier « les récits du sort réservé aux Blancs ». Quelques mois plus tôt, 500 personnes avaient péri lors de la bataille du Cap-français perdue par le général Galbaud, dont une partie dans l'incendie qui ravage la plus belle ville des Antilles. Cet incendie, thème récurrent de l'indignation du parti colonial, inspire alors le roman ouvertement raciste L’Incendie du Cap de René Périn, dont la philosophie, reprise par Chateaubriand, pourrait se résumer à « Qui oserait encore plaider la cause des Noirs après les crimes qu'ils ont commis ? ».
Dès le coup d'État de 1799, « la censure et la propagande officielle » du régime napoléonien « imposent une idéologie massivement inégalitaire », via de nombreux articles de presse, brochures et gros ouvrages souhaitant « justifier la colonisation » des Antilles : l'apport des Lumières est alors « rejeté ouvertement au profit de théories pseudoscientifiques visant à classer et hiérarchiser » les « races » humaines, « tout en proclamant hautement la vocation » des « êtres supérieurs » à « civiliser » les autres hommes, selon les analyses détaillées des publications de l'époque réunies par l'historien Yves Benot dans un livre de 1992.
Dans ce livre, Yves Benot analyse aussi la persistance de « pôles de résistance » à la censure, émanant d'anti-esclavagistes, pas seulement les plus connus comme l'abbé Henri Grégoire mais aussi de libéraux plus modérés comme Amaury Duval, Pierre-Louis Ginguené, Jean-Baptiste Say, Joseph-Marie de Gérando, Dominique Dufour de Pradt et Antoine Destutt de Tracy,. Il signale aussi, comme en témoigne le cas de Pierre Page, le lobby esclavagiste des colons s'est passablement affaibli depuis 1794 et que ceux qui crièrent haut et fort après 1799 leurs convictions devaient se sentir soutenus par les autorités.
« L’attaque la plus virulente » contre l’abolition fut le livre de Félix Carteau, publié en 1801 , réclamant un retour à l’esclavage en exprimant « des vérités (…)  encore propres à fixer le gouvernement sur les moyens de faire refleurir la culture dans cette isle infortunée »,. Tout comme le livre Égarements du négrophilisme de Louis-Narcisse Baudry Des Lozières, également publié en 1801, il n'est vraiment diffusé qu’en 1802, « après le départ de l’expédition Leclerc » : ces deux livres sont « la conséquence du virage idéologique de Bonaparte plus que sa cause première », et jamais mentionnés dans sa correspondance. Cependant, nombre d’experts coloniaux ne croyaient pas qu’il fût possible, dans la Caraïbe, de revenir sur la loi de 1794 tandis que d'autres hésitaient à demander ouvertement le retour à l’esclavage « à une époque où l’opinion publique métropolitaine était hostile aux planteurs ». L’amiral Truguet, influencé par son homologue à la tête de la Marine britannique, mit au contraire tout son poids contre le rétablissement l’esclavage, par « quatre rapports à Bonaparte en 1799-1800 », afin de le dissuader. Toussaint Louverture, de son côté, investit des « efforts considérables pour contrôler le flot d’informations émanant de Saint-Domingue » et décide finalement d'« interdire à ses ennemis de quitter la colonie ».

## Deux ans d'hésitations de Napoléon
L'historien Thierry Lentz rappelle que Napoléon n'a d'abord pas voulu revenir sur l'abolition de l'esclavage en 1799. Son collègue Jean-Joël Brégeon souligne qu'il imaginait plutôt un nouveau statut transitoire adapté à chaque colonie, mais finalement sans se décider sur ce point. En synthèse des différentes interprétations, l'historien Philippe Girard souligne qu'il a surtout hésité pendant deux ans, compte tenu des risques, face aux ex-esclaves armés de la Guadeloupe et Saint-Domingue et du contexte diplomatique.
L'esclavage avait selon lui la préférence de Napoléon « puisqu’il le rétablit où le maintint partout où il le put », mais il a tenu compte du fait que ce serait difficile à Saint-Domingue, la population noire y étant cinq fois plus nombreuse qu'en Martinique et bien armée : Napoléon a préféré, de la fin 1799 au printemps 1802, afficher son intention de ne pas le rétablir, afin d'éviter une trop forte opposition. Il n'a pas cessé pendant ces deux ans d'hésiter entre deux choix difficilement compatibles: s’allier à Toussaint Louverture, « dont l’armée était la plus puissante des Antilles », et immunisée contre les épidémies tropicales, afin de conquérir la Jamaïque voire le Mexique, ou au contraire « rétablir l’autorité blanche par le biais d’une expédition militaire » assez massive pour se passer d'un accord avec Toussaint Louverture.
Pendant deux ans, propriétaires d'esclaves, officiers, et bureaucrates inondent le ministère de la marine d'un « déluge de mémoires et de pétitions » pour tenter de peser sur Napoléon, par ailleurs conscient que la domination navale britannique créé un risque supplémentaire, l'empêchant de réunir une escadre trop nombreuse ou trop visible. Après plusieurs tentatives prudentes, il n'investira les deux tiers de la Marine française qu'en décembre 1801, une fois la Paix d'Amiens avec l'Angleterre quasiment signée.
En décembre 1799, dès son arrivée au pouvoir, Napoléon envisage d'envoyer une expédition maritime à Saint-Domingue, mais quelques jours plus tard décide à la place d’envoyer plutôt trois émissaires pour renouer les liens avec Toussaint Louverture. En janvier 1800, il prépare une autre flotte, qui fut dispersée par une tempête, puis envoyée en Égypte. En février 1801, une troisième flotte est destinée, cette fois officiellement, à Saint-Domingue, mais elle sert finalement de ruse pour détourner l'attention de la Marine anglaise et ainsi faciliter le départ de renforts pour l’Égypte. C'est finalement au cours du même février 1801 que Napoléon décide « enfin quelle politique il allait embrasser: celle de s’allier avec Louverture », dont les enfants étudiaient en France. Il lui adresse une lettre signée de sa main, égard peu commun pour un simple gouverneur, annonçant que l’abolition serait maintenue à Saint-Domingue. Mais cette lettre ne fut jamais envoyée : Napoléon décida à la place de radier Louverture de la liste des officiers.
Vient alors de se produire un événement grave : l'assassinat début mars 1801 par une conspiration de Paul Ier , empereur de Russie. Et son fils Alexandre Ier , empereur de Russie ne partage pas ses options de politique étrangère aventureuse, notamment le projet de s'emparer d'une partie de l'Inde britannique. L’idée d'en profiter, pour la France, en menant une attaque simultanée contre la Jamaïque, également britannique, tombe soudain à l'eau. Peu après, l'Angleterre ajuste sa diplomatie et transmet à la France ses premières propositions de paix vraiment sérieuses, qui vont ensuite évoluer. Pour Bonaparte, elles ont d'abord l'inconvénient de devoir renoncer à l'Egypte, l'un de ses premiers champs de bataille. Mais les Anglais acceptent finalement de rendre à la France la Martinique, qui abandonne aussi en échange Naples, Rome et des droits de pêche, et dès octobre 1801, des préliminaires de paix sont signés entre les deux pays.
Entre-temps, Napoléon change lui aussi ses plans. Puisqu'il faut maintenant renoncer à tout projet d'envahir la Jamaïque, et que la paix avec l'Angleterre se dessine, il n'a plus besoin de l'armée de Toussaint Louverture. Le 4 mai 1801, un mois et demi après l'assassinat du Tsar, Napoléon ordonne de réunir 3600 soldats à Brest, pour former le noyau dur de l’expédition de Saint-Domingue, qui prend la Mer six mois plus tard après avoir vu entre-temps son effectif multiplié par cinq.
Alerté, Toussaint Louverture, installe alors des troupes dans la partie orientale de son île, cédée en 1795 à la France par l'Espagne, afin d'empêcher Napoléon d'y débarquer. Au cours de cette même année 1801, Toussaint Louverture tente renforcer ses liens avec l'Angleterre, en proposant aux planteurs de Jamaïque de vendre leurs esclaves, pour en faire à Saint-Domingue des "cultivateurs libres" mais astreints au travail obligatoire. Pour les rassurer, il diminue le salaire de ces derniers et rédige même à l'été 1801 une constitution autoritaire. Les délais de plus de deux mois pour échanger des lettres de l'Europe à la Caraïbe compliquent sa tâche mais aussi celle de Napoléon: à partir de décembre 1801, Paris est contraint de déléguer les décisions, une fois démarrée l'expédition de Saint-Domingue, à son chef, Charles Victoire Emmanuel Leclerc, beau-frère de Napoléon, nommé d'avance capitaine général de Saint-Domingue. Peu avant son départ, le 18 novembre 1801, Napoléon signe une nouvelle lettre promettant de maintenir l’abolition de l’esclavage à Saint-Domingue.

## Les projets d'invasion en Jamaïque, au Mexique et en Louisiane
Peu après avoir pris le pouvoir en novembre 1799, Napoléon reçoit de nombreux conseils, souvent sous forme de documents écrits, qui lui préconisent de ménager le général républicain Toussaint Louverture, en ne revenant pas sur l'abolition de l'esclavage de 1794, afin d'utiliser son armée de Saint-Domingue, la plus puissante des Antilles, pour préparer des projets d'invasion en Jamaïque, au Mexique et en Louisiane,. Ces trois projets sont concurrents de l'option d'un rétablissement de l'esclavage. Le plus sérieux, celui de la Jamaïque, est effacé par la paix qui se dessine en mars 1801 avec l'Angleterre après l'assassinat du Tsar russe qui projetait lui aussi d'annexer une part des colonies britanniques, en Inde.

### La Jamaïque, nouveau leader mondial du sucre
L'île anglais avait bénéficié depuis une décennie de l'afflux des Réfugiés français de Saint-Domingue en Jamaïque, fuyant la Révolution haïtienne. Ils furent particulièrement nombreux en 1798, près de 2000 dont les plus riches planteurs de sucre de l'île, protestant contre l'armistice du 30 mars 1798 signé par Toussaint Louverture avec les Anglais.
Pour attaquer et annexer la Jamaïque, nouveau leader mondial du sucre depuis cette révolte de Saint-Domingue, et qui en a profité pour doubler sa production sucrière, Napoléon devait se concilier l'armée de Toussaint Louverture et donc renoncer à rétablir l'esclavage. Dans un bilan de sa vie écrit à Sainte-Hélène, peu après avoir signé en 1815 un décret mort-né d'abolition de l'esclavage, il rappelle son projet de 1800 d'utiliser l’armée de Louverture pour envahir la Jamaïque, les États-Unis, ou les colonies espagnoles. Il rappelle alors son idée : reprendre celle de Victor Hugues, agent de la France en Guadeloupe après l’abolition de 1794, qui avait utilisé les ex-esclaves de l'île, d'abord armés pour la défendre avec succès contre les Anglais, puis pour attaquer les colonies françaises voisines où les colons refusaient l'abolition de l'esclavage.
Ces souvenirs de Napoléon en 1815 sont compatibles avec ses déclarations en 1800, archivées, où il argumente contre le rétablissement de l'esclavage devant un Conseil d'État en grande partie acquis au lobby colonial. Il explique que Saint-Domingue « serait aux Anglais, si les nègres ne nous étaient attachés par l’intérêt de leur liberté. Ils feront moins de sucre, peut-être, qu’étant esclaves; mais ils le feront pour nous, et ils nous serviront, au besoin, de soldats ». Car « si nous avons une sucrerie de moins, nous aurons de plus, une citadelle occupée par des soldats amis », défend-il.
Dans son Traité d'économie politique de 1801, Pierre-François Page, fils d'un ex-planteur disparu en 1792 dans un massacre à Saint-Domingue, alerte alors lui aussi sur les dangers du rétablissement de l'esclavage à Saint-Domingue, estimant qu'il est « préférable utiliser l’armée de Toussaint Louverture pour attaquer les ennemis de la France dans la Caraïbe ».
Au cours des deux années précédant la Paix d'Amiens, négociée à partir du printemps 1801 et signée en 1802 avec les Anglais, l'idée de s'emparer de Jamaïque est la plus souvent citée car un boom sucrier jamaïcain avait en effet doublé la production de l'île anglaise dans les années qui ont suivi la révolte à Saint-Domingue, les planteurs anglais s'adaptant à l'envol du cours du sucre causé par la chute de la production de la colonie française, qui produisait 40% du sucre mondial avant les années 1790.
Mais le 12 mars 1801, les projets russes contre l'Inde britannique s'effondrent après l'assassinat de Paul Ier , empereur de Russie : son fils Alexandre Ier , empereur de Russie ne partage pas ses options de politique étrangère aventureuse, ce qui rend d'un seul coup moins intéressante l’idée d’une attaque simultanée de la France contre la Jamaïque, dont les plantations de sucre constituent la perle de l'empire colonial britannique. L'Angleterre en profite pour effectuer ses premières propositions de paix vraiment sérieuses.

### Le Mexique et ses mines d'argent
L'autre projet d'invasion évoqué par les conseillers de Napoléon est celui d'envahir un des premiers producteurs mondiaux d'argent métal, le Mexique espagnol,, afin de profiter du déclin de l'Empire espagnol, où la plupart des guerres d'indépendance démarrent au milieu des années 1800.

### La Louisiane, un passif des Français et un espoir des États-Unis
Les projets d'invasion en Louisiane sont moins nombreux et moins étayés, car il y a beaucoup moins de richesse à l'exception de gisements de plomb, nombreux mais éloignés, et superficiels, restés en friche autour de Saint-Louis car trop dispersés et exposés à des raids amérindiens récurrents.
En 1764, la France avait cédé ses territoires d'Amérique du Nord à l'issue de la guerre de Sept Ans après une série d'échecs successifs, notamment l'envoi de 7 000 Alsaciens entre 1718 et 1722, dont la plupart disparaissent très vite, puis la terrible Révolte des Natchez, des plantations du Natchez District, entre 1729 et 1732. Les rivalités entre Européens avaient armé les tribus amérindiennes malgré ou à cause de leur agressivité, qui sont immunisées contre leurs maladies depuis la même époque des années 1730 et en 1746, la Louisiane ne comptait toujours au total que 3 200 Blancs français et 4 700 Noirs, essentiellement autour de la Nouvelle-Orléans. Elle n'avait toujours qu'environ 5 000 esclaves en 1760, autant que de colons Blancs, mais aucune culture importante n'y a trouvé un marché extérieur et qu'aucun esclave n'y a été importé depuis 1731. C'est une Espagne affaiblie, qui a alors repris en 1763 la rive ouest du Mississippi, qui est restée ensuite quasi déserte malgré les efforts pour faire venir des Acadiens en 1784 et des Amérindiens non hostiles en 1787, pour créer une zone tampon entre le secteur de Saint-Louis et les Amérindiens hostiles, sans grande efficacité.
Les Anglais avaient, eux, récupéré des Français en 1764 la rive orientale du Mississippi, devenue propriété des États-Unis en 1784, à l'issue de la guerre d'indépendance des États-Unis. La vallée de l'Ohio et le Natchez District, d'excellentes terres à coton et à céréales, y connaissent dans les années 1790 une force poussée démographique. En 1794-1795, le succès fulgurant du cotton gin, inventé par Eli Whitney, amène les colons américains, menés par l'affairiste américain Daniel Clark, à exiger la zone franche de la Nouvelle-Orléans. Juan Ventura Morales, intendant espagnol de la Louisiane lié aux colons américains, cède à leurs pressions lors du traité de Madrid (1795) : la navigation sur le fleuve vers le golfe du Mexique est désormais exemptée de taxes.
Face aux risques pour son budget et ses frontières, la métropole espagnole n'était pas parvenue à créer une zone tampon entre les États-Unis et les extrémités de son empire (Californie, Texas, Floride) en faisant venir des Acadiens et des Amérindiens dès 1784-1787. Cette politique est remplacée en octobre 1800 par le traité de San Ildefonso, qui donne la Louisiane à la France, en échange du petit Royaume d'Étrurie créé par Napoléon dans le grand-duché de Toscane.
Les clauses de ce traité de San Ildefonso, confidentialité et interdiction de revendre la Louisiane aux États-Unis, ne sont pas respectées par Napoléon dès le début de 1802. L'émissaire Pierre Samuel du Pont de Nemours est déjà à Paris, quand le président américain Thomas Jefferson lui demande en avril de négocier cette fois un achat de la Louisiane dans sa totalité et plus seulement du verrou portuaire de La Nouvelle-Orléans, ce que refusait jusqu'alors le congrès américain. Cela signifie en plus seulement naviguer librement sur le fleuve mais aussi s'endetter lourdement pour une conquête de l'Ouest, dont ne veulent pas les États du nord-est, certains ayant déjà aboli l'esclavage.
Le 16 juin 1802, Juan Ventura Morales menace de suspendre la zone franche de La Nouvelle-Orléans, suscitant une telle émotion aux États-Unis que Thomas Jefferson n'a ensuite plus de mal à imposer l'achat de la Louisiane dans sa totalité, pour un montant qui permet à Napoléon de financer la construction, lancée 11 mars 1803, via le Camp de Boulogne, d'une flotte pour attaquer l'Angleterre, tandis que la vente de la Louisiane prend effet le 30 avril 1803. Le 16 mai 1803, les Britanniques arraisonnent une centaine de navires français et bataves et la France leur déclare la guerre.

## Maintien et rétablissement de l'esclavage dans les colonies françaises

### En Martinique, à Sainte-Lucie et Tobago

#### Du traité de Whitehall à la paix d'Amiens
Dans l'île de la Martinique, les propriétaires d'esclaves avaient déclenché le 16 septembre 1793 une insurrection après avoir adhéré au traité de Whitehall du 19 février 1793,, négocié avec les Britanniques par Pierre-Victor Malouët, planteur de Saint-Domingue émigré en 1792 à Londres.
À la demande des esclavagistes locaux, du 6 février 1794 au 21 mars 1794, les Britanniques conquièrent la Martinique, où l'aristocratie les aide en échange de leur décision de ne pas abolir l'esclavage sur l'île malgré la forte pression des mouvements abolitionnistes en métropole anglaise. Lors du traité d’Amiens du 26 mars 1802, la France accepte d'évacuer Milan et Rome et récupère des Britanniques la Martinique. Peu après, la loi du 20 mai 1802 concerne essentiellement la Martinique, avec Tobago et Sainte-Lucie, récupérées aussi grâce à la Paix d'Amiens.
Cette loi du 20 mai 1802 ne s'applique en théorie ni à la Guadeloupe, ni à Saint-Domingue, ni à la Guyane. Elle est cependant votée en plein rétablissement de l'esclavage à la Guadeloupe, où le général Antoine Richepance arrive le 6 mai accompagné d'anciens de l'administration coloniale qui déshabillent et humilient les volontaires noirs les accueillant, puis combattent les autres jusqu'à la fin mai.

#### Une constitutionnalité discutable
Les mots « esclavage » et rétablissement, ne sont « pas explicitement mentionnés » dans la loi du 20 mai 1802. Mais l'article 3 de la loi dit que « la traite des noirs et leur importation dans lesdites colonies auront lieu conformément aux lois et règlements existants ». L'abrogation de la loi de 1794 est implicitement mentionnée par l'article 4 de la loi dit que « nonobstant toutes lois antérieures, le régime des colonies est soumis, pendant dix ans, aux règlements qui seront faits par le gouvernement ».
L'article 4 est selon l'historien Jean-François Niort anticonstitutionnel car il donne au pouvoir exécutif une délégation de compétence de dix ans pour statuer à la place du conseil exécutif, la Constitution de l'époque ne prévoyant pas ce type de délégation et les suivantes pas de délégation aussi longue.
L'arrêté consulaire applicable à la Guadeloupe, daté du 16 juillet 1802 et décidé à Paris mais qui n'a « pas été publié au Journal officiel », mais qui est unanimement considéré par les historiens comme rétablissant l'esclavage à la Guadeloupe précise à ce sujet que « la colonie de la Guadeloupe et dépendance sera régie à l'instar de la Martinique, de Ste-Lucie, de Tobago », précision qui atténue la portée spécifique à certaines colonies souvent attribuées à la loi du 20 mai 1802.

### En Guadeloupe
Selon l'historien Laurent Dubois, « l'expansion des idéaux républicains » avait en Guadeloupe été renforcée par « la mobilisation décisive d'armées d'anciens esclaves au service de la République contre les Anglais », permettant à la France de conserver la Guadeloupe alors que les aristocrates avaient offert la Martinique aux Britanniques en 1794.

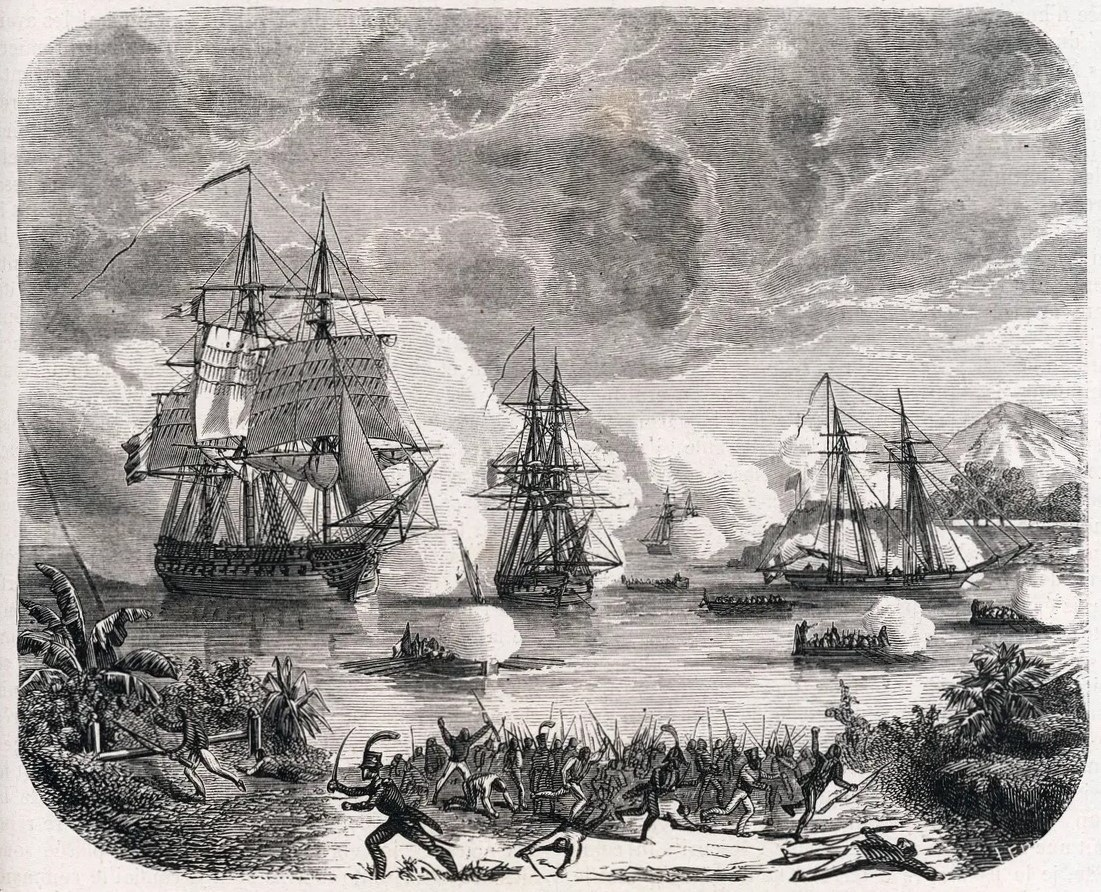
Attaque des troupes napoléoniennes à Pointe-à-Pitre, en Guadeloupe, lors de l'expédition Richepance de 1802, qui rétablie l'esclavage sur l'île.

Ainsi, en Guadeloupe, une troupe de 3 500 militaires venus de France, commandée par le général Antoine Richepance, débarque le 6 mai 1802 et se heurte rapidement à la résistance de plusieurs centaines de militaires locaux, parmi lesquels le chef de bataillon Louis Delgrès, qui déclare : « la résistance à l'oppression est un droit naturel ». À partir du 10 mai 1802, Delgrès rassemble une partie des troupes de la colonie (comprenant des hommes nés « libres de couleur », des métis, des esclaves libérés à l'occasion de la Révolution, ainsi que quelques blancs) et entre en rébellion, tandis qu'une autre partie de la garnison (le chef de brigade Magloire Pélage à leur tête) se soumet à Richepance. Après un repli de Pointe-à-Pitre au sud de la Basse-Terre, les hommes de Delgrès s'enferment le 20 mai 1802 dans le fort Saint-Charles pour y mener un dernier combat, à l'issue de laquelle 300 révolutionnaires se réfugient au pied de la Soufrière, à Matouba (commune de Saint-Claude) et choisissent de se suicider en faisant sauter les barils de poudre le 28 mai 1802. D'autres opposants à l'esclavage, guadeloupéens et haïtiens, sont déportés en Corse.
Le rétablissement de l’esclavage en Guadeloupe, d’abord imposé militairement et illégalement par le général Richepance, est ensuite officialisé par une autre mesure législative, l'arrêté consulaire du 27 messidor an X (16 juillet 1802), longtemps ignoré de l'historiographie et conservé aux Archives nationales,. Ce texte dispose que « la colonie de la Guadeloupe (...) sera régie, à l'instar de la Martinique (...) par les mêmes lois qui y étaient en vigueur en 1789 » et charge Denis Decrès, ministre de la Marine et des Colonies, de rétablir l'esclavage en Guadeloupe. Il est présenté pour la première fois au public en 2021 à l'occasion d'une exposition pour le bicentenaire de la mort de Napoléon.

### En Guyane

#### Rétablissement progressif
En Guyane, le rétablissement de l'esclavage par Napoléon sera fait par un arrêté consulaire du 7 décembre 1802, complété localement par Victor Hugues dans une circulaire locale du 29 mai 1803.
En théorie, la loi du 20 mai 1802 qui rétablit la traite négrière, et maintient l'esclavage, dans les colonies où l'abolition de 1794 n'avait pu être appliquée (Martinique, Tobago, Sainte-Lucie, La Réunion et l'Île de France) ne s'applique pas à la Guyane. Cependant, la volonté de rétablissement est réel. Dans un courrier de juin 1802, le ministre de la Marine, Denis Decrès, ordonne au gouverneur Victor Hugues, arrivé le 6 janvier 1800 en Guyane et réputé pour sa brutalité, de considérer tous les Noirs qui arriveront désormais à Cayenne comme des esclaves, afin de relancer la traite négrière.
De son côté, Victor Hugues fait supprimer les salaires versés par les propriétaires aux travailleurs libres, et force ces derniers à rester dans les habitations, sous le contrôle de commissaires de quartier autorisés à infliger des « punitions proportionnées aux fautes ». Dans un courrier du 12 octobre 1802, il confirme au ministre de la Marine que « L’esclavage et la traite des Noirs sont nécessaires dans la colonie », en prétextant que « La situation de ces malheureux est-elle donc plus heureuse en Afrique ». Il va même jusqu'à mentionner une pseudo-famine qui aurait touchée les nouveaux libres en raison de l'abolition.
Le 7 décembre 1802, les trois consuls, Bonaparte, Cambacérès et Lebrun, prennent un arrêté officialisant le rétablissement de l'esclavage en Guyane. Celui-ci prévoit que les anciens esclaves affranchis en 1794 soient « conscrits » (irrévocablement attachés au sol sur lequel ils travaillent), et que ceux arrivés après dans la colonie soient soumis aux dispositions du Code noir de 1685.
En janvier 1803, Victor Hugues déclare au ministre de la Marine avoir rétabli l’esclavage, et détruit des bandes de marrons des quartiers d’Approuague, Roura, Kourou, Sinnamary qui s’y trouvaient depuis 12 à 20 ans. 173 d’entre eux ont été remis à leurs anciens maîtres avec ordre de les enchaîner et de leur confier les travaux les plus durs. D'autres sont enfermés dans un bagne où ils sont attachés à la chaîne pour une période allant de trois à douze mois, Victor Hugues estimant que cette « mesure est préférable à leur traduction devant les tribunaux ».
Puis, dans une circulaire du 29 mai 1803, il incorpore les « conscrits » dans le régime des « esclaves », et autorisent leurs employeurs à les vendre à compter du 20 juin 1804. Il oblige également les affranchis de 1794 qui avaient acquis des propriétés « à rembourser à leurs anciens propriétaires le prix de leur liberté [...], faute de quoi ils seront rendus à leurs derniers propriétaires, ainsi que la propriété qu’ils auraient acquise ». Entre 1803 et 1804, 357 cas de rachats de liberté ont été recensés, la procédure ayant été ensuite suspendue par Hugues jusqu'en 1806 devant le grand nombre de demandes. Ce nombre est infime comparé au 12 000 à 13 000 personnes (dont 25 % d'enfants) retournées en situation d'esclavage. Concernant les hommes noirs engagés dans les bataillons militaires, 200 d'entre eux obtiendront leur affranchissement au bout de huit ans de service, à condition de se réengager pour une durée équivalente. En revanche, les autres sont voués à la conscription rurale.
La traite négrière est également relancée. Le 18 janvier 1804, Victor Hugues va même jusqu'à monter une expédition pour rétablir la liaison de la Guyane avec le comptoir de traite des esclaves de Gorée. De 1803 à 1808, 1 311 captifs sont à nouveau importés (854 pour la seule année 1806).

#### Remise en cause du statut des «anciens libres»
Les « Libres de couleur » sont les esclaves qui avaient été affranchis avant la Révolution. Au nombre d'environ 500 (4% de la population), ils voient aussi leur statut remis en cause. Victor Hugues les obligent à produire leur acte d’affranchissement individuel dans un délai d’un mois, faute de quoi ils sont intégrés dans la « conscription des quartiers ». Également, il leur interdit de « vaguer », de louer des logements en ville, de colporter des marchandises, de porter les noms des Blancs, de prendre les titres de « citoyen » ou de « monsieur », de composer ou vendre des remèdes.

#### Reprise du marronnage
Une partie de la population noire, entre 2 et 3 000 personnes, refuse le retour de l'esclavage et s'enfuit dans les forêts, parfois très loin, privant ainsi de main-d'œuvre l'économie guyanaise affectée par ailleurs par les difficultés de la France. Ces personnes prennent le nom de marrons et s'installent sur les berges d'un fleuve qui prendra le nom de Maroni, et où grandira au XXe siècle la deuxième ville du département, Saint-Laurent-du-Maroni. Leur fuite est facilitée par le fait que la Guyane n'est pas une île mais la partie côtière d'une immense forêt continentale, où existent d'autres communautés de Nègres marrons, originaires de la colonie voisine de Guyane néerlandaise et parfois plus ou moins discrètement tolérées.

### À Hispaniola et Saint-Domingue
Depuis 1795, toute l'île d'Hispaniola est sous contrôle français, avec d'un côté la colonie de Saint-Domingue (aujourd'hui Haïti), et de l'autre la partie orientale (aujourd'hui la République dominicaine). Sur l'île, l'abolition de l'esclavage avait été obtenue à la suite des révoltes d'esclaves qui ont éclaté en 1791. Un premier décret local d'abolition s'appliquait dès 1793 dans la partie nord, puis le décret du 4 février 1794 généralisa l'abolition à l'ensemble des colonies françaises.
Dans cette riche colonie des Antilles, le Premier consul Bonaparte tente également de rétablir l'esclavage. Le 14 juin 1802, son ministre de la Marine et des Colonies, Denis Decrès, envoie des instructions secrètes au général Leclerc, alors en pleine expédition sur l'île pour rétablir l'autorité de la métropole, afin qu'il rétablisse la situation d'esclavage d'avant 1789, et qu'il encourage la reprise de la traite négrière,. Ce projet va toutefois se heurter à la résistance des insurgés, qui aboutira à l'indépendance de la colonie en 1804.
Les historiens sont divisés sur la date précise à laquelle Napoléon décide de rétablir l'esclavage à Saint-Domingue. La plupart sont d'avis que le Premier consul Bonaparte a déjà ce projet en tête quand il décide l'envoi de l'expédition Leclerc en décembre 1801. Et dans une déclaration au Conseil d'État le 1er août 1800, le Premier consul Napoléon Bonaparte donne une première indication sur la situation dans la partie espagnole de l'île, sous contrôle français depuis 1795 : « je confirmerai l’esclavage à l’île de France, de même dans la partie esclave de Saint-Domingue ». En revanche, selon l'historien Philippe Girard, le choix du rétablissement de l'esclavage dans la partie occidentale intervient après le départ du corps expéditionnaire. En témoigne selon lui les déclarations pro-abolitionnistes que fit Bonaparte concernant le cas spécifique de Saint-Domingue. La première survient le 25 décembre 1799 dans la Constitution autorisant à créer un régime distinct pour les colonies, qu'il fait adopter quelques jours après le coup d'État qui le porte au pouvoir. Il y déclare que « les principes sacrés de la liberté et de l’égalité des noirs n’éprouveront jamais parmi vous d’atteinte ni  de modification », puis répète la même promesse, en public ou en privé, en mai 1800, janvier 1801, et mars 1801. Toutefois, ces déclarations ne suivent pas à un positionnement idéologique, mais relèvent bien d'une stratégie pragmatique de la part de Napoléon, conscient du potentiel des troupes noires dans la colonie.
Finalement, en décembre 1801, l'armée expéditionnaire est montée et, loin de se limiter à des aristocrates, colons et émigrés, est largement issue de l'armée du Rhin. Napoléon, contre l’avis de Denis Decrès, insiste pour qu'elle inclue des douzaines d'officiers noirs et mulâtres tels que Chanlatte, Belley, Léveillé, et Rigaud. Après son débarquement près du Cap-Français en février 1802, Toussaint Louverture accuse immédiatement Leclerc d’être venu rétablir l’esclavage, mais ce dernier réplique par des affiches, sous son nom et celui de Bonaparte, promettant le maintien de l’abolition.

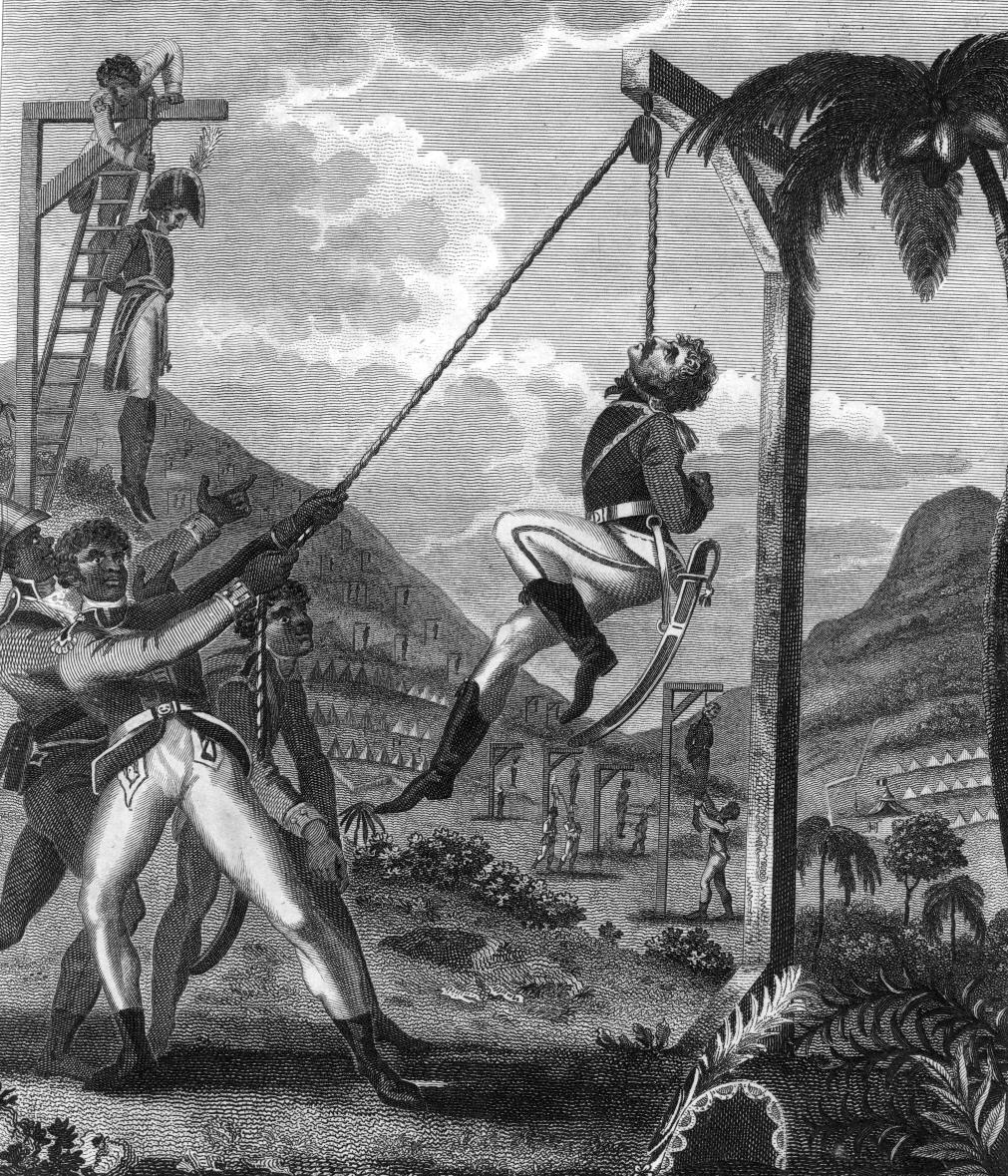
Exécution d'officiers français capturés par les insurgés en 1803.

Quand Leclerc reçoit les instructions secrètes du gouvernement lui demandant de rétablir l'esclavage et la traite négrière celui-ci préfère temporiser. En effet, il sait que les généraux noirs ralliés à lui « n'auraient pas tardé à changer de camp s’il était revenu sur ses engagements ». Il estime donc que le rétablissement de l'esclavage pourra se faire, mais plus tard : « à l’époque où je partirai, la colonie sera disposée à recevoir le régime que vous voudrez lui donner, mais ce sera à mon successeur à faire le dernier pas si vous le jugez à propos. Je ne ferai rien de contraire à ce que j’ai imprimé ici ». Pour tenter de trancher la question et rassurer les insurgés, Leclerc écrit de sa main un projet de statut des cultivateurs de Saint-Domingue. Et à un général français demandant une provision de chaînes, il répond sans tarder qu’il « ne faut jamais parler de chaînes dans la colonie. Ce seul mot effraie les noirs ». Sa plus grande crainte est en effet que Paris ne rende publiques des décisions contraires à ses propres promesses. La nouvelle du maintien de l'esclavage en République, par la loi du 20 mai 1802, puis du rétablissement imposé en Guadeloupe par Richepance puis confirmé par le décret de juillet 1802, génère un sentiment de trahison et renforce le combat local contre l'Expédition de Saint-Domingue. Le 6 août 1802, Leclerc fait part de son désarroi à Bonaparte : « La force morale que je m’étais acquise ici est détruite… à présent, citoyen Consul, que vos plans sur les colonies sont parfaitement connus ».
Au même moment en 1802, dans la partie orientale de l'île, toujours sous occupation française, l'esclavage est rétabli par le général Jean-Louis Ferrand,.
L'alliance des troupes mulâtres et noires de Pétion et Dessalines détermine finalement l'échec total de cette expédition, et l'évolution de cette colonie vers l’indépendance, devenue effective le 1er janvier 1804.

### À La Réunion et l'île Maurice
Dans l'île de La Réunion, à la différence des Antilles, le système esclavagiste est mis en place au fil des premières décennies du 18e siècle, sur des domaines de taille modeste. En 1793, elle comptait 35 000 esclaves et en 1825, environ 71 000 d'où les estimations d'environ 50 000 esclaves en 1811, quand a lieu la révolte d'esclaves de Saint-Leu, dans la capitale du café Bourbon, alors que l'île est sous domination britannique.
Aux Mascareignes, les premiers colons que Napoléons rencontre sont des représentants du lobby économique et financier. En France, Jean-Jacques Serres, député de l'île Maurice de 1793 à 1795, avant de devenir sous-préfet de l'arrondissement d'Alès de 1800 à 1815, l'avertit qu'il aura aux Mascareignes la même situation qu'à Saint-Domingue s'il n'écoute pas ce lobby.
Dès mars 1801, alors même qu’il promettait de ne pas rétablir l’esclavage à Saint-Domingue pour amadouer Toussaint Louverture, Napoléon décida de maintenir l’esclavage à la Réunion, donnant des assurances aux planteurs blancs, qui s'étaient mobilisés, en le menaçant de se rallier à l'Angleterre, de peur de provoquer leur rébellion.
La constitution instituée par Napoléon en 1799 ne permet plus de représentation des colonies à Paris, et La Réunion est la plus éloignée pour les échanges de courrier, mais début 1802, une correspondance arrive à Paris, de l'Assemblée de la Réunion, répétant que si on imposait le décret à la colonie elle pourrait basculer chez les Anglais. D'où une mention spéciale pour les Mascareignes dans la loi du 20 mai 1802, sous la forme d'un additif qui prévoit que la situation restera comme avant 1789. En échange de son engagement envers les propriétaires terriens des Mascareignes à ce que l'esclavage soit reconnu à La Réunion, Napoléon impose dans la loi du 24 mars 1803 la suppression de cette assemblée coloniale locale mais aussi des tribunaux locaux.

## Les débats
Le rétablissement de l'esclavage par Napoléon Ier a fait l'objet de nombreux débats et polémiques en 2021, au moment de la commémoration officielle du bicentenaire de la mort de l'Empereur, mais ceux-ci étaient présents depuis une quinzaine d'années.
Le fait que la France a été le seul pays au monde à avoir rétabli l’esclavage après son abrogation a fait dire à l'historien Arthur Chevallier, commissaire de l'exposition « Napoléon », interviewé en mars 2021 sur France Inter, qu'il s'agit d'un « double crime, triple crime ». Le président de la République Emmanuel Macron y a vu plus simplement une « faute, une trahison de l'esprit des Lumières », car ce rétablissement s'oppose à l’un des principes fondamentaux de la Révolution, qui proclame l'égalité entre les hommes,,,, même si les archives du rétablissement de l'esclavage n'ont été montrées au public qu'en mars 2021 pour la première fois, à l'occasion d'une exposition.
L'écrivain d'origine antillaise Claude Ribbe avait comme l'historien Arthur Chevallier parlé dès 2005 de « Crime de Napoléon » sous la forme d'un pamphlet qui y était entièrement consacré, Le Crime de Napoléon. Ce livre tiré à 35 000 exemplaires, traduit au Brésil, en Chine et en Corée du Sud a vu sa première édition épuisée dès 2006 et critiqué par des historiens spécialistes de la période, le considérant plus comme un pamphlet que comme un livre d'histoire. Par une photo jugée provocante, la couverture de la première édition, supprimée des autres par souci d'apaisement, évoquait la visite d'Hitler, venu s'incliner à Paris aux Invalides sur le tombeau de l'Empereur, pour « rendre » à la France les cendres de l'Aiglon. L'historien et académicien Pierre Nora, par ailleurs doublement impliqué dans l'Affaire Olivier Grenouilleau, en tant qu'éditeur d'Olivier Grenouilleau et en tant qu'animateur de la pétition prenant sa défense, n'y voit qu'un « pamphlet sans queue ni tête ».

## Chronologie
- 3 juillet 1315 : édit du 3 juillet 1315 interdisant l'esclavage sur le sol de France ;
- 4 avril 1792 : décret du 4 avril 1792 instaurant l'égalité entre les Blancs et les Libres de couleurs.
- 19 février 1793 : traité de Whitehall entre les Britanniques et les colons esclavagistes français des Antilles ;
- 29 août 1793 : décret du commissaire civil Sonthonax abolissant l'esclavage dans la partie nord de Saint-Domingue
- 16 septembre 1793 : insurrection royaliste à la Martinique ;
- 21 septembre 1793 : abolition de l'esclavage, par le commissaire civil Polverel, dans l'Ouest et le Sud de Saint-Domingue « à la seule condition de s'engager à continuer de travailler à l'exploitation des habitations »[95] ;
- 4 février 1794 : décret abolissant officiellement l'esclavage dans toutes les colonies françaises ;
- 6 février 1794 au 21 mars 1794 : les Anglais conquièrent la Martinique ;
- 22 juillet 1795 : traité de Bâle, l'Espagne cède à la France l'est de Saint-Domingue ;
- 30 mars 1798 : armistice franco-anglais à Saint-Domingue ;
- 13 juin 1799 : convention commerciale tripartite de 1799 entre Américains, Anglais et Toussaint Louverture ;
- 9 novembre 1799 : Napoléon Bonaparte prend le pouvoir par un coup d'État ;
- 1er août 1800 : déclaration au Conseil d'État du Premier consul Napoléon Bonaparte : « je confirmerai l’esclavage à l’île de France, de même dans la partie esclave de Saint-Domingue »[82] ;
- novembre 1800 : victoire du planteur esclavagiste Thomas Jefferson à la présidentielle américaine ;
- 18 novembre 1801 : courriers de Napoléon à Saint-Domingue promettant de maintenir l’abolition[62] ;
- 3 février 1802 : l'expédition de Saint-Domingue arrive devant Cap-Français[3] ;
- 25 mars 1802 : paix d'Amiens avec les Anglais, la France abandonne Naples, Rome et des droits de pêche mais récupère la Martinique ;
- 20 mai 1802 : loi autorisant à nouveau l'esclavage là où l'abolition n'avait pas pu être appliquée ;
- 6 mai 1802 : Toussaint Louverture signe un cessez-le-feu ;
- 7 juin 1802 : Toussaint Louverture déporté en France ;
- 14 juin 1802 : instructions secrètes envoyées au général Leclerc, alors en pleine expédition à Saint-Domingue, afin qu'il rétablisse la situation d'esclavage d'avant 1789, et qu'il encourage la reprise de la traite négrière[81],[82] ;
- 16 juillet 1802 : arrêté rétablissant l'esclavage en Guadeloupe ;
- 2 juillet 1802 : arrêté consulaire renouvelant (sauf autorisation spéciale des administrateurs locaux) l’interdiction du territoire français prononcée en 1763 et en 1777 à l’encontre des gens de couleur (et des esclaves)[8] ;
- 6 août 1802 : Le général Leclerc fait part de son désarroi à Bonaparte, maintenant que ses plans de rétablissement de l'esclavage à Saint-Domingue sont « parfaitement connus »[3] ;
- 1er novembre 1802 : décès de Leclerc, commandant de l'expédition de Saint-Domingue, remplacé par Rochambeau ;
- 7 décembre 1802 : arrêté rétablissant l'esclavage en Guyane ;
- 8 janvier 1803 : circulaire aux préfet, prohibant les mariages mixtes en France[82] ;
- 24 avril 1803 : en Guyane, arrêté local de Victor Hugues complétant celui du 7 décembre ;
- 18 novembre 1803 : défaite finale de l'expédition de Saint-Domingue à la Bataille de Vertières ;